# The Senator
The Senator è un film muto del 1915 diretto da Joseph A. Golden.

## Produzione
Il film fu prodotto dalla Triumph Films e venne girato nella città di Washington.

## Distribuzione
Distribuito dalla Equitable Motion Pictures Corporation e dalla World Film, il film uscì nelle sale il 27 dicembre 1915.